# Beyrumadivaru
Beyrumadivaru est une petite île inhabitée des Maldives.

## Géographie
Beyrumadivaru est située dans le centre des Maldives, au Nord-Est de l'atoll Ari, dans la subdivision de Alif Alif. 